# Kvark
Kvark (eng. quark, naziv što ga je uveo američki fizičar Murray Gell-Mann po riječi iz Joyceova romana Bdjenje nad Finneganom) je elementarna čestica, sastavnica hadrona, električnoga naboja ±e/3 ili ±2e/3, podložna jakom međudjelovanju. Sve do otkrića Ω– čestice kvarkovima se pridjeljivalo čisto matematičko značenje. Prve naznake njihove fizikalne stvarnosti (realnosti) pojavile su se u pokusima duboko neelastičnoga raspršenja elektrona na protonima, na Stanfordskome linearnom ubrzivaču čestica 1962. Opažanje raspršenja pod velikim kutovima (kakva su prije opažena u Rutherfordovim pokusima raspršenja alfa-čestica na listićima zlata) upućivalo je na postojanje tvrdih točkastih "jezgri" unutar protona. Slični pokusi provedeni potom neutrinskim snopovima na CERN-u nedvojbeno su potvrdili da je riječ o česticama trećinskog električnog naboja i polucijeloga spina. Za istraživanja putem duboko neelastičnih raspršenja kojima su ustanovljeni kvarkovi dodijeljena je Nobelova nagrada za fiziku 1990. J. I. Friedmanu, H. W. Kendallu i R. E. Tayloru. 
Godine 1974. otkriven je c-kvark (Nobelova nagrada 1976. B. Richteru i S. C. C. Tingu za otkriće J/ψ mezona). Slijedilo je i otkriće b-kvarka (1977.) i t-kvarka (1994.). Time je bio zaokružen skup kvarkova koji s leptonima čine temeljne građevne blokove opažene tvari (fizika elementarnih čestica). Riječ je o česticama spina 1/2, koje se pojavljuju u različitim vrstama, okusima, svrstanima u obitelji ili naraštaje. Tvari koje nas okružuju građene su od gornjega i donjega kvarka (u i d, od engl. up i down) prvog naraštaja. Takav uzorak s donjim kvarkom električnoga naboja (–1/3)e i gornjim kvarkom naboja (+2/3)e ponavlja se u drugome naraštaju s kvarkovima stranog i čarobnog okusa (s i c, od engl. strange i charm) te kvarkom ljepote i istine (b i t, od engl. beauty i truth) trećega naraštaja. Svaki se od navedenih kvarkova pojavljuje u tri boje. Te se boje shvaćaju kao naboji na koje se vežu gluoni, prijenosnici jakoga međudjelovanja opisanoga kvantnom kromodinamikom.
Na maloj međusobnoj udaljenosti (manjoj od 10–15 metara) kvarkovi se gibaju kao slobodne čestice, a na većim udaljenostima djeluju iznimno velikim privlačnim silama te se zbog toga ne mogu izdvojiti iz hadrona kao zasebne čestice (asimptotska sloboda).

## Kvarkovi i leptoni
Zanimljiva je činjenica da popis svih elementarnih čestica koje izgrađuju svu materiju (tvar) u svemiru jednostavno stane na jedan list papira. Prema standardnom modelu tih elementarnih čestica ima ukupno 12. One su podijeljene u dvije grupe čestica koje nazivamo kvarkovi i leptoni. Postoji 6 kvarkova i 6 leptona (jednim imenom se nazivaju fermioni).
| Kvarkovi                    | Leptoni                   |
| --------------------------- | ------------------------- |
| Gornji (u – eng. up)        | Elektron (e-)             |
| Donji (d – eng. down)       | Elektronski neutrino (𝜈𝑒) |
| Čarobni (c – engl. charm)   | Mion (𝜇−)                 |
| Strani (s – engl. strange)  | Mionski neutrino (𝜈𝜇)     |
| Vršni (t – engl. top)       | Tauon (𝜏)                 |
| Dubinski (b – engl. bottom) | Tau neutrino (𝜈𝜏)         |

Poznato nam je da je elektron jedan od graditelja atoma i čestica koja je odgovorna za električnu struju u električnom vodiču. Elektron je elementarna čestica što znači da nema unutrašnju podstrukturu. Svih 12 čestica u tablici gore smatraju se elementarnim česticama. Iznenađujuće je to da se proton i neutron ne spominju u toj tablici.
Sva materija sačinjena je od atoma, svaki atom je sačinjen od negativno nabijenih elektrona koji kruže oko male, teške, pozitivno nabijene atomske jezgre. S druge strane, jezgra atoma se sastoji od protona, koji imaju pozitivan električni naboj, i neutrona, koji su bez naboja. Ako je iznos naboja protona isti kao i kod elektrona (ali suprotnog predznaka), neutralni atom će sadržavati jednak broj protona u jezgri i elektrona u orbiti. Broj neutrona je obično isti kao i broj protona, no može biti malo drugačiji dajući tako različite izotope atoma. 
Kao što se prije vjerovalo da je atom osnovna građevna jedinica materije, a zatim je otkriveno da se sastoji od još elementarnijih čestica: elektrona, protona i neutrona, isto tako sada znamo da protoni i neutroni nisu elementarne čestice, ali elektron je bio i ostao elementaran. Protoni i neutroni su sačinjeni od kombinacije gornjih i donjih kvarkova. Budući da imaju unutrašnju podstrukturu, ne mogu se smatrati elementarnim česticama. Proton se sastoji od dva gornja i jednog donjeg kvarka, a neutron od dva donja i jednog gornjeg kvarka. To možemo prikazati na sljedeći način:
{\displaystyle {\mbox{p}}={\mbox{u}}{\mbox{u}}{\mbox{d}}}
{\displaystyle {\mbox{n}}={\mbox{d}}{\mbox{d}}{\mbox{u}}}
Budući da proton nosi električni naboj, neki od kvarkova također moraju biti nabijeni. Međutim, isti kvarkovi, samo u drugoj kombinaciji, postoje i unutar neutrona koji je bez naboja. Zbog toga se naboji kvarkova moraju zbrojiti u kombinaciji koja čini proton, a poništiti u kombinaciji koja čini neutron. Označimo li naboj gornjeg kvarka s 𝑄𝑢 i naboj donjeg kvarka s 𝑄𝑑, dobivamo sljedeće:
{\displaystyle {\mbox{p}}({\mbox{u}}{\mbox{u}}{\mbox{d}})_{naboj}=Q_{u}+Q_{u}+Q_{d}=1}
{\displaystyle {\mbox{n}}({\mbox{d}}{\mbox{d}}{\mbox{u}})_{naboj}=Q_{d}+Q_{d}+Q_{u}=0}
Ove dvije jednadžbe su jednostavne za riješiti, uzimajući u obzir da su naboji gornjeg i donjeg kvarka redom:
{\displaystyle Q_{u}=+{\frac {2}{3}}}
{\displaystyle Q_{d}=-{\frac {1}{3}}}
Treba samo napomenuti da je u gornjim jednadžbama korišten dogovor koja postavlja da naboj protona iznosi +1, dok u standardnim jedinicama približno iznosi 1,6∙10−19 C (kulon). Ovaj naboj protona naziva se još i elementarnim nabojem i označava se slovom 𝑒. 
Do otkrića kvarkova, fizičari su smatrali da električni naboj može biti samo cjelobrojni višekratnik elementarnog naboja. Tako elektron ima električni naboj −𝑒, proton +𝑒, jezgra helija +2𝑒 i tako dalje. Kvarkovi, ovisno o vrsti, imaju samo dio elementarnog naboj: +2/3𝑒 ili −1/3𝑒. No, budući da kvarkovi ne postoje samostalno, već dolaze uvijek u kombinaciji dva ili tri kvarka, u prirodi nikad nije zapaženo postojanje čestice s nabojem manjim od jednog elementarnog naboja. Čestice sastavljene od 3 kvarka nazivamo barionima, dok mezonima nazivamo čestice koje se sastoje od parnog broja kvarkova i antikvarkova. U donjoj tablici, koja pokazuje način na koji su kvarkovi grupirani u generacije, svi kvarkovi u prvom retku imaju naboj +2/3, a u drugom retku −1/3. Ovo grupiranje kvarkova u generacije strogo prati poredak kojim su kvarkovi otkriveni.
|      | Prva generacija | Druga generacija | Treća generacija |
| ---- | --------------- | ---------------- | ---------------- |
| +𝟐/𝟑 | Gornji (u)      | Čarobni (c)      | Vršni (t)        |
| -1/𝟑 | Donji (d)       | Strani (s)       | Dubinski (b)     |

Sva tvar (materija) u svemiru sastoji se od atoma, dakle od protona i neutrona, stoga su gornji i donji kvarkovi najviše zastupljeni kvarkovi u svemiru. Ostali kvarkovi su puno masivniji (masa kvarkova raste kako idemo od prve prema drugoj i trećoj generaciji) i puno rjeđi. Međutim, ranije u evoluciji svemira tvar je bila daleko energičnija, stoga su masivniji kvarkovi bili mnogo češći i imali su značajnu ulogu u reakcijama koje su se dogodile. 
Od leptona najpoznatiji je elektron, stoga su leptoni najviše i proučavani budući da se svojstva elektrona zrcale u mionu i tauonu. Ova tri leptona imaju isti električni naboj i malo toga, osim mase, razlikuje elektron od miona i tauona. Jedina očita razlika je u tome što se mion i tauon mogu raspadati na druge čestice (iz prve i druge generacije leptona i njihove antičestice), dok je elektron stabilna čestica. 
Donja tablica prikazuje grupiranje leptona u 3 generacije. Isto kao i kod kvarkova, masa leptona se povećava kako idemo prema višoj generaciji, barem što se tiče prvog retka u tablici.
Ostala 3 leptona se nazivaju neutrini jer su električki neutralni. Treba napomenuti da nije isto reći, na primjer, da je neutron bez naboja i da je neutron neutralan. Neutron se sastoji od 3 kvarka i svaki od njih nosi električni naboj koji se u konačnom zbroju poništi. Neutrini, za razliku od neutrona, su elementarne čestice. Kao takve nisu građene od drugih elementarnijih komponenti – oni su istinski neutralni. Stoga, da bi razlikovali takve čestice od onih kojima se naboji komponenti poništavaju, reći ćemo za neutrine (i slične čestice) da su neutralni, a za neutrone (i čestice slične njima) da su bez naboja. Prema standardnom modelu smatra se da su neutrini čestice bez mase, iako rezultati pokusa Super-Kamiokande (M. Koshiba) u Japanu daju naznaku da bi neutrini ipak mogli imati izuzetno malu, ali konačnu masu. Budući da su neutrini bez mase i neutralni, to im uskraćuje bilo kakvo fizičko postojanje. Međutim, neutrini imaju energiju i ta ih energija čini stvarnima.
|    | Prva generacija           | Druga generacija      | Treća generacija  |
| -- | ------------------------- | --------------------- | ----------------- |
| −𝟏 | Elektron (𝑒−)             | Mion (𝜇−)             | Tauon (𝜏−)        |
| 𝟎  | Elektronski neutrino (𝜈𝑒) | Mionski neutrino (𝜈𝜇) | Tau neutrino (𝜈𝜏) |

Leptoni, za razliku od kvarkova, postoje u prirodi kao zasebne čestice. Donja tablica pokazuje gdje je sve moguće naći leptone u prirodi. Elektron je vrlo poznata čestica i njegova svojstva su uspostavljena u osnovama fizike. Njegov partner, elektronski neutrino, je manje poznat ali jednako čest u prirodi. U velikom broju ga proizvode neki radioaktivni procesi i središnje jezgre nuklearnih reaktora, dok je Sunce najveći proizvođač. Približno 1012 elektronskih neutrina prođe kroz naše tijelo svake sekunde, većina nastala u nuklearnim reakcijama koje se odvijaju u jezgri Sunca. Budući da jako rijetko međudeluju s materijom veliki broj neutrina koji prođe kroz naše tijelo ne čini nikakvu štetu.
Leptoni druge generacije su rjeđi, ali ih se može naći u prirodi. Mione je lako proizvesti u laboratorijskim pokusima. Osim po masi, vrlo su slični elektronima. Zbog velike mase su nestabilni pa se raspadaju na elektrone i neutrina. Jednostavno se mogu promatrati u pokusima s kozmičkim zrakama.
| Prva generacija                                                                         | Druga generacija                                                                                                  | Treća generacija                                     |
| --------------------------------------------------------------------------------------- | --- | ---------------------------------------------------- |
| Elektron: - nalazi se u atomima; - važan u električnoj struji; - nastaje beta-raspadom. | Mion: - nastaje u velikom broju udarom kozmičkih zraka o gornje slojeve atmosfere.                                | Tauon: - do sada viđen samo u laboratorijima.        |
| Elektronski neutrino: - nastaje beta-raspadom.                                          | Mionski neutrino: - nastaje u nuklearnim reaktorima, - nastaje udarom kozmičkih zraka o gornje slojeve atmosfere. | Tau neutrino: - do sada viđen samo u laboratorijima. |

Članovi treće generacije nisu viđeni u nikakvim prirodnim procesima, barem ne u ovom stadiju evolucije svemira. Mnogo ranije, kada je svemir bio topliji i kada su čestice imale daleko više energije, leptoni treće generacije su često nastajali u prirodnim reakcijama. To je međutim bilo prije nekoliko milijardi godina. Danas se tauon može promatrati samo u laboratorijskim pokusima, dok tau neutrino nije izravno viđen u pokusima već se njegovo prisustvo daje zaključiti iz određenih reakcija.